# Gliese 318
Gliese 318 is een witte dwerg met een spectraalklasse van DA. De ster bevindt zich 27,8 lichtjaar van de zon.